# Анхефенсехмет II
Анхефенсехмет II (*д/н — 730 до н. е.) — давньоєгипетський діяч, верховний жрець Птаха в Мемфісі.

## Життєпис
Походив з XXII династії. Син Харсієса II, великого жерця Птаха, та його третьої дружини, ім'я якого ще не дефишроване.
Про діяльність обмаль відомостей. Напевне під орудою батька пройшов відповідне жрецьке навчання та кар'єру, оскільки близько 760 року до н. е. після смеріт Харсієса II став новимв ерховним жерцем та великим начальником ремісників.
Відомий насамперед своєю статуєю (Cairo 1212), що тепер зберігається в Музеї мистецтва Метрополітен (Нью-Йорк, США). Більший період діяльності припадає на панування фараонів шешонка IV і Шешонка V.
Наказав створити генеалогію свого роду, який вів від жерців часів XI династії. Це являло велике стелу, на якій рельєфно вибито зображення попередників Анхефенсехмет II та їх діяльність. Проте від неї збереглися лише частини, що зберігаються в Єгипетському музеї і зібранні папірусів (Берлін, ФРН). Ця стела також відома як «Генеалогія Анхефенсехмет» (або «Мемфіська генеалогія знаті»). Важливе джерело про діяльність жерців Птаха.
Після фактичного розпаду держави у 750-х роках до н. е. Напевне допомагав стрийкові Пефтджаубасту у боротьбі із суперниками. Водночас зберігав контроль на областю навколо Мемфісу. Помер або загинув близько 730 року до н. е. Верховним жерцем став його родич Тефнахт I.